# Matrículas automovilísticas de Estonia

Matrícula actual de Estonia.

Las placas de matrícula de los vehículos de Estonia se componen de un sistema alfanumérico formato por tres cifras y tres letras separadas por un espacio, de color negro sobre un fondo blanco (111 AAA). Las dimensiones y el formato es el común del resto de las placas de la Unión Europea, por lo que también lleva la sección azul en el extremo izquierdo con las estrellas en círculo de la UE y el código del país, EST.
La primera de las tres letras indica la región de Estonia en la que está registrado el vehículo.

## Codificación
Las letras que identifican los diferentes condados y ciudades en que está dividido el país son:
| Letra     | Nombre del condado/ciudad                                  | Letra | Nombre del condado/ciudad                                      |
| --------- | ---------------------------------------------------------- | ----- | -------------------------------------------------------------- |
| A.. y B.. | Tallin                                                     | D..   | Viljandimaa                                                    |
| F..       | Pärnumaa                                                   | G..   | Valgamaa                                                       |
| H..       | Hiiumaa                                                    | I..   | Ida-Virumaa                                                    |
| J..       | Jõgevamaa                                                  | K..   | Saaremaa, la "K" es por el nombre de la capital, Kuressaare.   |
| L..       | Raplamaa                                                   | M..   | Harjumaa, exceptuando Tallin.                                  |
| N..       | Narva ciudad.                                              | O..   | Põlvamaa                                                       |
| P..       | Järvamaa, la "P" es por el nombre de la capital, Paide.    | R..   | Lääne-Virumaa, la "R" es por el nombre de la capital, Rakvere. |
| S..       | Läänemaa, la "S" es por el nombre de la capital, Haapsalu. | T..   | Tartumaa                                                       |
| V..       | Võrumaa                                                    |       |                                                                |

## Otros tipos

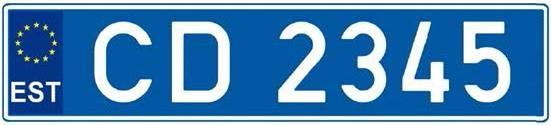
Matrícula diplomática.

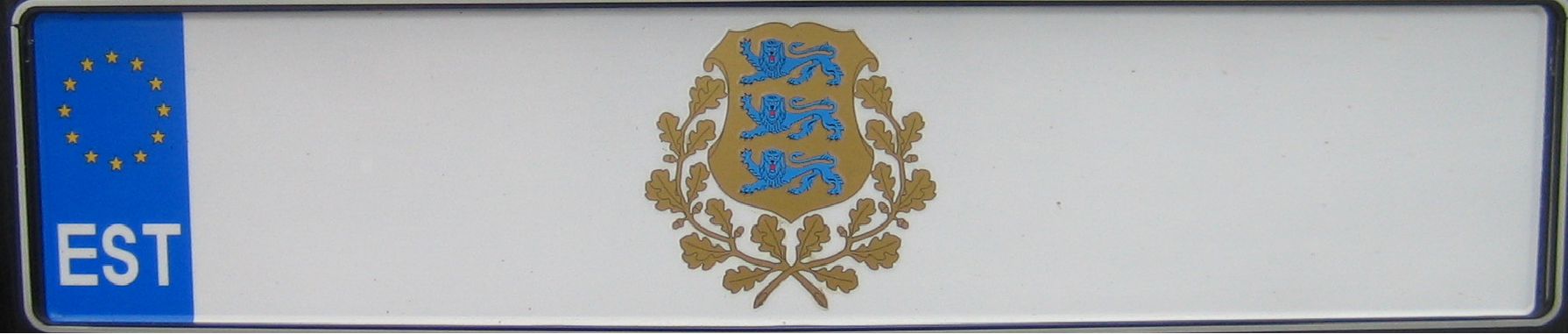
Matrícula del coche oficial del presidente del estado.

- Para los vehículos de tamaño norteamericano, la placa es del mismo tamaño que las placas de los Estados Unidos (305 x 152 mm o 305 x 160 mm), y se compone de dos cifras y tres letras, la primera de las letras es una Z para indicar que el coche es de tamaño norteamericano (por ejemplo, 12 ZCL). La placa es de los mismos colores que el resto de vehículos.

- Los vehículos propiedad de residentes extranjeros llevan una placa con caracteres negros sobre fondo amarillo. Y consta de tres cifras y tres letras, siendo las dos primeras EE.

- Para los remolques, la placa se compone de tres cifras y dos letras (por ejemplo, 111 AA) de color negro sobre fondo blanco.

- Para las motocicletas, la placa se compone de dos cifras y dos letras (por ejemplo, 11 AA) de color negro sobre fondo blanco también.

- Para el cuerpo diplomático, las placas se componen de dos letras y cuatro cifras de color blanco sobre un fondo azul. Las dos letras son CD (Corps Diplomatique) o AT (Attaché). Los dos primeros números son el código diplomático del estado. Los vehículos privados de los diferentes embajadores llevan placas de matrícula con las letras CMD seguidas de tres cifras; de nuevo, las dos primeras cifras son el código diplomático del estado.

- El vehículo oficial del presidente del estado, lleva unas placas donde se muestra el escudo de armas del estado en lugar de una combinación alfanumérica.[3]

## Historia

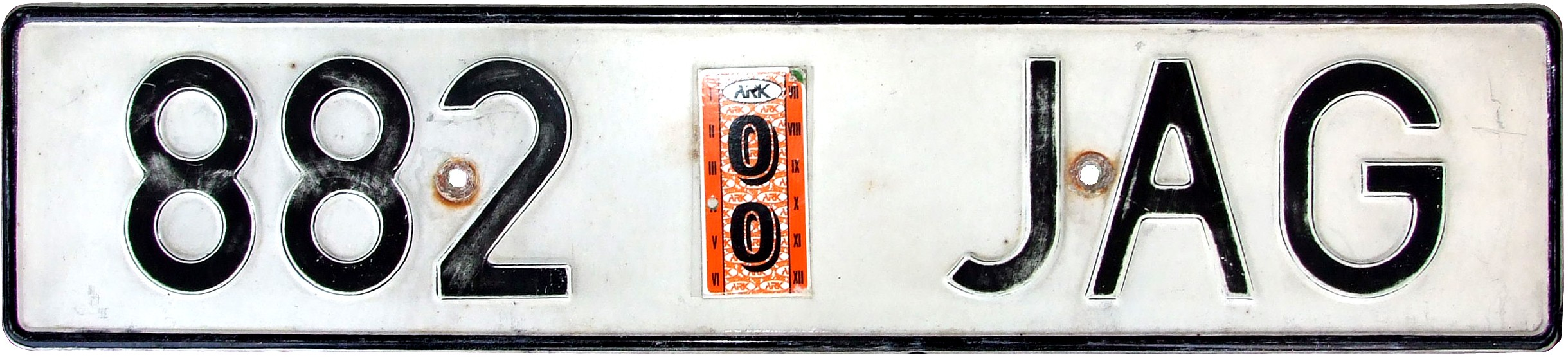
Modelo de matrícula de 1998.

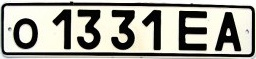
Modelo anterior a 1991.

Los primeros modelos postsoviéticos (1991) se componían de tres cifras, una etiqueta de licencia en el centro de la placa y tres letras. Las etiquetas fueron retiradas a partir de mayo de 2004 al adoptarse el formato de la UE.
Durando la época soviética se utilizaron dos sufijos ЕА y ЭС, los cuales no identificaban ningún pueblo o ciudad específica, sino que informaban de que el vehículo había sido registrado en la RSS de Estonia.